# Barleria acanthoides
Barleria acanthoides es una especie de planta con flores del género Barleria, familia Acanthaceae.
Es nativa de Chad, Yibuti, Egipto, Eritrea, Etiopía, India, Kenia, Omán, Pakistán, Arabia Saudita, Somalia, Sudán, Tanzania, Uganda y Yemen.

## Descripción
Barleria acanthoides tiene láminas foliares enteras obovadas de 22x11 mm, con ápice mucronado con espinas de 1–1.5 mm de largo. Pecíolos de hasta 3–4 mm de largo, hojas de hasta 15x6 mm acompañadas de espinas apicales de 11 mm de largo y espinas laterales de 9 mm. Los tallos jóvenes de esta especie tienden a ser grises y con tricomas (pelos) de hasta 0,1–0,3 mm de largo.